# Pagan Min
Pagan Min, född 21 juni 1811, död 14 mars 1880 var den nionde kungen av Konbaungdynastin i Burma. Han var kung från den 17 november 1846 till den 18 februari 1853. 
Pagan Min föddes som Maung Biddhu Khyit och fick titeln "prins av Pagan" av sin far Tharrawaddy Min i augusti 1842. Han blev kung när Tharrawaddy avled den 17 november 1846, med den formella titeln Hans Majestät "Pyinsama Thangayana-tenn Sri Pawara Vijaya Nanda Jatha Maha Dharma Rajadhiraja Pagan Min Taya-Gyi". Han gifte sig 18 gånger.
Pagan Min vann kampen om att efterträda sin far genom att låta döda sina bröder.
Pagan Min är också namnet på en karaktär i spelet Far Cry 4